# Stéphanie Fiossonangaye
Stéphanie Fiossonangaye, née le 27 août 1981 à Chenôve, est une ancienne handballeuse internationale française évoluant au poste d'arrière droite.

## Palmarès

### En club
compétitions internationales
- vainqueur de la coupe d'Europe des vainqueurs de coupes en 2003 (avec l'ES Besançon)

compétitions nationales
- championne de France en 1998, 2001 et 2003 (avec l'ES Besançon)
- vainqueur de la coupe de France en 2001, 2002, 2003 et 2005 (avec l'ES Besançon)
- vainqueur de la coupe de la Ligue en 2003 et 2004 (avec l'ES Besançon)

### Sélection nationale
championnat du monde
- finaliste du championnat du monde 2009

championnat d'Europe
- 11e du championnat d'Europe 2004

Jeux méditerranéens
- médaille d'or des Jeux méditerranéens 2009

autres
- première sélection le 3 août 2003 face à la Norvège

### Distinctions individuelles
- meilleure buteuse du Championnat de France (2) en 2003[réf. nécessaire] et 2008[réf. nécessaire]
- élue meilleure arrière droite du Championnat de France en 2008